# Kitigan Zibi
Kitigan Zibi är ett reservat för algonkiner i provinsen Québec i Kanada. Det ligger i regionen Outaouais, i den sydöstra delen av landet, 100 km norr om huvudstaden Ottawa. Landarean är 195 kvadratkilometer.